# Рудрапур
Рудрапур (англ. Rudrapur) — город в индийском штате Уттаракханд в регионе Тераи, административный центр округа Удхам-Сингх-Нагар. Основан царём династии Чанд в конце XVI века.
Согласно всеиндийской переписи 2001 года, в городе проживало 88 720 человек, из которых мужчины составляли 53 %, женщины — 47 %. Уровень грамотности взрослого населения составлял 55 %, что ниже среднеиндийского уровня (59,5 %). Среди мужчин уровень грамотности равнялся 62 %, среди женщин — 47 %. 16 % населения составляли дети до 6 лет.
| Перепись населения | Перепись населения | Перепись населения | Перепись населения |
| Год переписи       | Нас.               |                    | %±                 |
| ------------------ | ------------------ | ------------------ | ------------------ |
| 1961               | 9662               |                    | —                  |
| 1971               | 25 173             |                    | 160.5%             |
| 1981               | 34 658             |                    | 37.7%              |
| 1991               | 61 280             |                    | 76.8%              |
| 2001               | 88 676             |                    | 44.7%              |
| 2011               | 140 857            |                    | 58.8%              |
| Текущий            | 140 857            | [ 2 ]              | 0%                 |